# École des technologies numériques appliquées
La École des technologies numériques appliquées (Escuela de tecnologías aplicadas digital, también conocida como ETNA) es una escuela de ingeniero de Francia. Está emplazada en Ivry-sur-Seine, en la región parisiense. También es miembro de IONIS Education Group. Forma principalmente expertos en informática de muy alto nivel, destinados principalmente para el empleo en las empresas.

## Historia
La Escuela fue fundada en 2005 por IONIS Education Group.